# Heinrich Blumenthal (Fabrikant)
Heinrich Blumenthal (geboren 12. Mai 1824 in Darmstadt; gestorben 27. März 1901 ebenda) war ein deutscher Maschinenbaufabrikant und Bauunternehmer.

## Leben
Heinrich Blumenthal wurde im Mai 1824 als Sohn des jüdischen Kaufmanns Bernhard Blumenthal (1781–1836) und dessen Ehefrau Rebekka geb. Rosenheim in Darmstadt geboren. Bernhard Blumenthal kam 1821 aus dem bayerischen Altenstadt (Oberbayern) nach Darmstadt und eröffnete dort im August 1821 ein Geschäft für Textilwaren am Ludwigsplatz.
Heinrich verlor seinen Vater bereits im Alter von nur zwölf Jahren. Das elterliche Geschäft wurde zunächst von seiner Mutter weitergeführt. Um 1846/47 übernahm dann der älteste Sohn Sigismund Blumenthal (1821–1878) und ein Schwiegersohn das Geschäft.
Heinrich Blumenthal erhielt Ende 1851 das Bürgerrecht in Darmstadt und wurde als Mechanicus bezeichnet. Blumenthal baute die elterliche Werkstatt in den 1850er Jahren zu einer Maschinenfabrik aus, in der vor allem landwirtschaftliche Geräte produziert wurden. Blumenthal setzte in seiner Fabrik 1850 als einer der ersten in Darmstadt eine Dampfmaschine ein. Er gilt daher auch als einer der Pioniere der Industrialisierung in Darmstadt. 1862/63 wurde die Fabrik in das Gelände zwischen der heutigen Bismarckstraße und der Landwehrstraße verlegt. Noch um die Jahrhundertwende zählte die Fabrik zu einer der größten Fabriken in Darmstadt.
Heinrich Blumenthal, der Anhänger der Nationalliberalen Partei war, war ab März 1871 bis zu seinem Tod Mitglied der Stadtverordnetenversammlung in Darmstadt. Er verlagerte sein Interesse nach und nach auf die Stadtentwicklung und den Wohnungsbau. Im Herbst 1871 legte er einen Plan über die Erweiterung der Stadt nach Nord-Westen vor, der vom Großherzog Ludwig III. (Hessen-Darmstadt) im November 1871 genehmigt wurde. Blumenthal gründete zusammen mit einigen anderen einflussreichen Personen die Terrain- und Baugesellschaft Blumenthal & Cie., die sich die Aufgabe stellte, das bald unter dem Namen Blumenthal-Viertel bekannte Stadtgebiet zu entwickeln. Die Gesellschaft kaufte zunächst das ca. 10.000 Quadratmeter große Gelände zwischen der Frankfurter Straße, der Landwehrstraße und der Blumenthalstraße fast komplett auf und sorgte für die Erschließung der Grundstücke. Anschließend wurden die einzelnen Baugrundstücke an entsprechende Interessenten veräußert. Bereits 1874 waren über 50 Häuser in dem Viertel entstanden.
Die (Bau-)Krise in den 1880er Jahren konnte durch Einschaltung der Mainzer Bodenkreditbank relativ schnell gemeistert werden. Die verbliebenen unbebauten Flächen konnten dann innerhalb weniger Jahre veräußert und bebaut werden.
Nach der Eröffnung der Johanneskirche im Oktober 1894 wurde das Viertel in Johannesviertel umbenannt.
Heinrich Blumenthal bekannte sich zu seinem jüdischen Glauben. Er war jahrelang Vorsteher der jüdischen Gemeinde und arbeitete eng mit Otto Wolfskehl im Vorstand der jüdischen Gemeinde zusammen. Beim Bau der 1876 eingeweihten liberalen Synagoge in der Bleichstraße war er neben Wolfskehl eine der treibenden Kräfte.
Heinrich Blumenthal starb im Frühjahr 1901 im Alter von 76 Jahren in seiner Heimatstadt Darmstadt. Er wurde auf dem jüdischen Friedhof in Bessungen begraben. Die Grabrede hielt David Selver, der Rabbiner der liberal-jüdischen Gemeinde. Blumenthal war zu Lebzeiten ein hoch angesehener Bürger der Stadtgesellschaft. Der langjährige Darmstädter Oberbürgermeister Albrecht Ohly ging davon aus, dass der Name Blumenthal durch das Nordwestviertel dauerhaft mit der Stadt Darmstadt verbunden bleibt. Am 15. Oktober 1938 wurde der Name Blumenthalstraße vom nationalsozialistischen Stadtrat unter Otto Wamboldt in Taunusring umbenannt. Diese Umbenennung wurde nach 1945 vom sozialdemokratisch geführten Magistrat nicht rückgängig gemacht, vielmehr einige Jahre später der Taunusring zur verlängerten Kasinostraße umgewidmet. Heute erinnert ein Weg im Stadtteil Darmstadt-Kranichstein an Blumenthal.

## Familie
Heinrich Blumenthal war verheiratet mit Klara geb. Landsberg († 1899) aus Obermoschel. Aus der Ehe sind ein Sohn, Bernhard († 1931), und eine Tochter, Luise, († 1945 in New York) hervorgegangen.

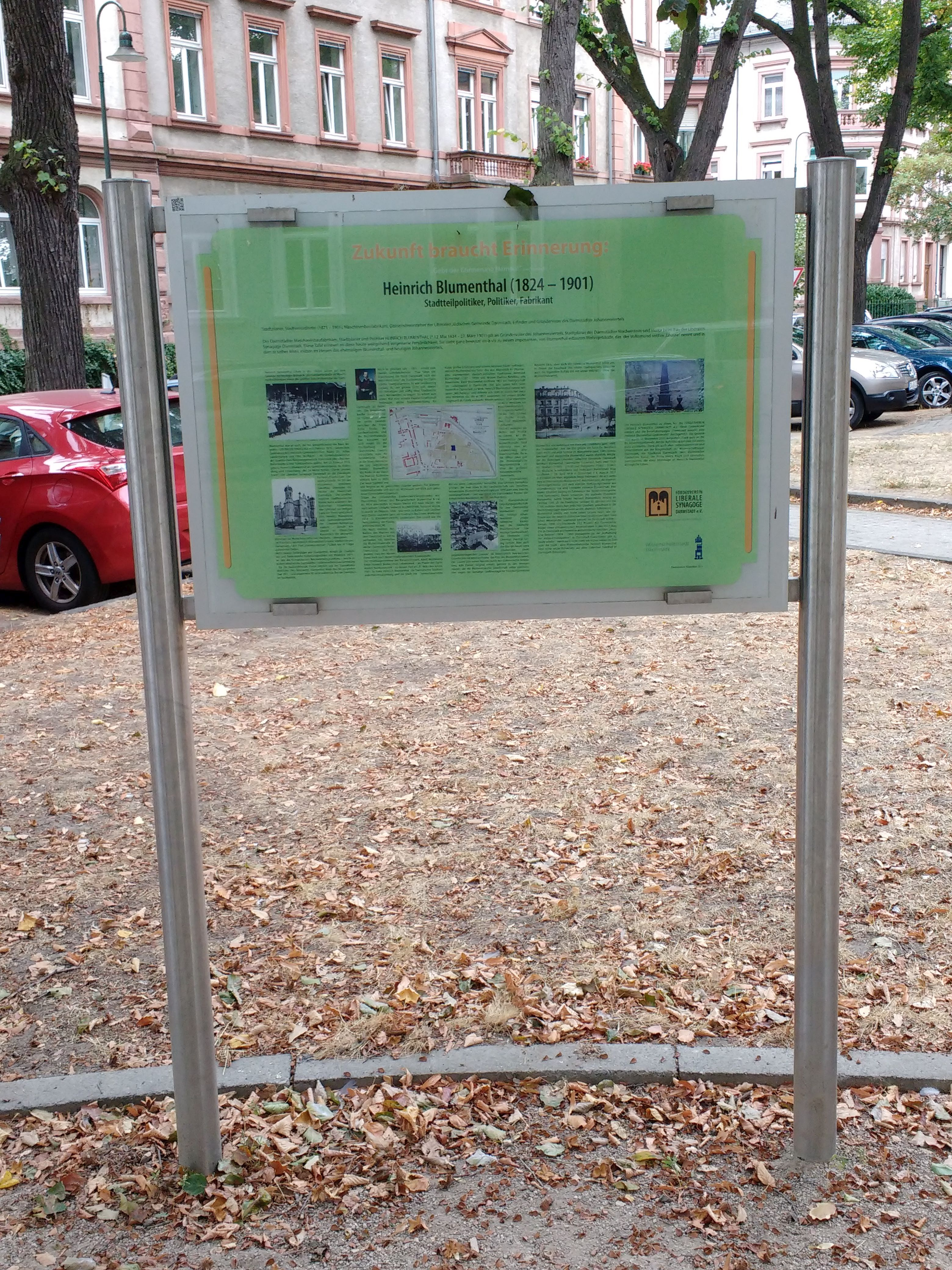
Gedenktafel für Heinrich Blumenthal auf dem Johannesplatz

## Ehrungen
- 1876: Verleihung des Titels eines Kommerzienrates
- 1876: Ehrenmitglied im Kriegerverein Hassia.
- 2015: Gedenktafel auf dem Johannesplatz im Johannesviertel.[2]